# Arjun Halakurki
Arjun Durugappa Halakurki (10 lipca 1998) – indyjski zapaśnik walczący w stylu klasycznym. Zajął trzynaste miejsce na mistrzostwach świata w 2022 roku. 
Brązowy medalista mistrzostw Azji w 2020 i 2022. Siódmy w indywidualnym Pucharze Świata w 2020 roku.